# AGM-65 Maverick
O AGM-65 Maverick é um míssil ar-terra táctico concebido para suporte aéreo de curta distância. É eficaz num vasto leque de alvos táticos, incluindo blindados, defesas aéreas, navios, transporte terrestre e edifícios-reservatório de combustível.
O AGM-65F é o primeiro missil à usar a tecnologia de teleguiados por (contraste de imagens) guiado por uma câmera aonde o alvo é fixado e o missil o persegue pela imágem da câmera, de 136 kg, usado pela Marinha dos Estados Unidos é teleguiado por um sistema optimizado para rastreio de navios e uma ogiva penetrante maior que a de 57 kg, utilizadas pelos Marines dos EUA e respectiva Força Aérea. O AGM-65 tem dois tipos de ogiva: uma de ignição por contacto, no nariz, e outra de alto calibre, que penetra o alvo utilizando a sua energia cinética. Esta última revela-se mais eficaz contra grandes alvos. O sistema de propulsão para ambos tipos é um foguete de combustível sólido localizado atrás da ogiva.
Os mísseis AGM-65 foram utilizados com F-16 Fighting Falcons e A-10 Thunderbolt IIs durante a Operação Tempestade no Deserto, no Golfo Pérsico, em 1991, para atacar alvos blindados. Os Maverick participaram numa grande parte da destruição das forças iraquianas.
Existem também lança-mísseis LAU-117 Maverick, também utilizados pela Marinha e Força Aérea dos EUA: A-4 Skyhawk, A-6 Intruder, A-7 Corsair II, AH-1W, AV-8 Harrier II, A-10 Thunderbolt II, F-4 Phantom II, F-5 Freedom Fighter, F-15 Eagle, F-16 Fighting Falcon, F/A-18 Hornet, F-22 Raptor, F-35, F-111 Aardvark, P-3 Orion, e SH-2G; a Força Aérea do Reino Unido também os utiliza no Harrier GR-7 e Tornado GR-4. Outras forças aéreas utilizam em outros aviões, como Kfir C-10, Kfir 2000, Saab AJ-37 Viggen e Saab JAS-39 Gripen.